# Narodona mexicana
Narodona mexicana är en insektsart som beskrevs av Navás 1930. Narodona mexicana ingår i släktet Narodona och familjen Ithonidae. Inga underarter finns listade i Catalogue of Life.